# Зверев, Алексей Ильич
Алексей Ильич Зверев (31 марта 1929, с. Заворонежское, Центрально-Чернозёмная область — 26 августа 2021, Москва) — советский государственный деятель, председатель Государственного комитета СССР по лесному хозяйству (1984—1988).

## Биография
В 1951 г. окончил Белорусскую сельскохозяйственную академию по специальности учёный-агроном.
- 1951—1956 гг. — главный агроном, затем директор Чекинской машинно-тракторной станции в Новосибирской области.
- 1957 гг. — секретарь Кыштовского районного комитета КПСС,
- 1957—1959 гг. — второй секретарь Черепановского районного комитета КПСС,
- 1959—1962 гг. — первый секретарь Сузунского районного комитета КПСС (Новосибирская область).
- 1962—1964 гг. — секретарь, второй секретарь Новосибирского обкома КПСС.
- май-декабрь 1964 г. — председатель Новосибирского промышленного облисполкома,
- 1964—1973 гг. — председатель Новосибирского облисполкома,
- 1973—1984 гг. — министр лесного хозяйства РСФСР.
- 1984—1988 гг. — председатель Государственного комитета СССР по лесному хозяйству.

С марта 1988 г. персональный пенсионер союзного значения.
Член КПСС с 1953 г. Член Центральной Ревизионной Комиссии КПСС в 1986—1989 гг. Депутат Верховного Совета СССР 7-8 созывов.
Скончался в Москве 26 августа 2021 года, похоронен на Троекуровском кладбище в Москве.

## Награды и звания
Награждён орденом Ленина, тремя орденами Трудового Красного Знамени, орденом «Знак Почета».